# Atari Interactive
Atari Interactive (anteriormente Infogrames Interactive e Hasbro Interactive) é uma subsidiária estadunidense da Atari SA, anteriormente conhecida como Infogrames Entertainment SA. A empresa foi originalmente fundada em 1995 pela empresa de brinquedos Hasbro como Hasbro Interactive, e foi vendida à Infogrames no início de 2001.
A Atari Interactive é a atual proprietária da marca Atari, que ela licencia à sua empresa-mãe Atari SA.